# Färgelanda község
Färgelanda község (svédül: Färgelanda kommun) Svédország 290 községének egyike. 
1974-ben Färgelanda, Ödeborg és Högsäter egyesülésével jött létre.

## Települései
A községben 4 település található:
| Település  | Népesség | Megjegyzés         |
| ---------- | -------- | ------------------ |
| Färgelanda |          | a község székhelye |
| Högsäter   |          |                    |
| Ödeborg    |          |                    |
| Stigen     |          |                    |

## Külső hivatkozások
- Hivatalos honlap